# Hilda Murrell
Hilda Murrell (3 de febrero de 1906 - el 24 de marzo de 1984) fue una cultivadora de rosas, naturalista, diarista y activista británica contra la energía nuclear y las armas nucleares. Fue secuestrada y encontrada asesinada a cinco millas de su casa en Shropshire . Décadas después se dictó sentencia condenatoria basada en pruebas de ADN, huellas dactilares y en una confesión. Sin embargo, el caso sigue siendo controvertido y está sujeto a teorías conspirativas según las cuales fue asesinada por elementos del gobierno británico.

## Biografía
Hilda Murrell nació el 3 de febrero de 1906 en Shrewsbury, Shropshire, en las Midlands Occidentales de Inglaterra, y vivió allí toda su vida. Era la mayor de dos hijas y procedía de una familia de viveristas, semillistas y floristas que se remonta a 1837. Su abuelo Edwin Murrell fundó y dirigió Portland Nurseries hasta su muerte en 1908.
Murrell, fue una alumna aventajada del Shrewsbury Girls' High School, del que fue delegada, obtuvo una beca para el Newnham College de Cambridge (1924-27). Se licenció en Literatura Inglesa y Francesa y en Lenguas Modernas y Medievales.

### Cultivo de rosas
Al no tener hermanos, en 1928 su padre Owen convenció a Hilda para que se uniera a lo que por entonces era un exitoso y conocido vivero familiar de rosas y tienda de semillas dirigido por él y su hermano mayor Edwin Foley Murrell. Rápidamente desarrolló excelentes aptitudes hortícolas y comerciales y en 1937 asumió el cargo de directora.
Su energía y dotes organizativas demostraron ser muy valiosas durante la Segunda Guerra Mundial en su trabajo voluntario para el cuidado y reasentamiento de niños judíos refugiados en hogares de acogida y escuelas de Shropshire, haciendo amigos para toda la vida de algunos de aquellos a los que ayudó. Entre sus esfuerzos para recaudar fondos, organizó recitales en Shrewsbury de intérpretes de fama mundial como la pianista Dame Myra Hess y la violinista Jelly d'Arányi.
Bajo su dirección, Edwin Murrell Ltd vivió sus últimos años dorados de 1949 a 1970. Se había convertido en una cultivadora de rosas respetada internacionalmente y en una autoridad en especies de rosas, variedades antiguas y rosas en miniatura. La empresa obtenía regularmente los máximos galardones en las exposiciones florales de Chelsea y Southport, así como en la exposición anual de flores más antigua del mundo, celebrada en Shrewsbury. Vendió rosas a la Reina Madre y a los Churchill y ayudó a Vita Sackville-West a diseñar su Jardín Blanco en el castillo de Sissinghurst, en Kent. Su catálogo anual de rosas era muy conocido y respetado, tanto por su información como por su elegante redacción, y también diseñó muchos jardines. En un último homenaje, David C.H. Austin obtuvo su aprobación para bautizar una rosa con su nombre sólo tres semanas antes de ser asesinada.

### Activismo ambiental
El senderismo, sobre todo en zonas montañosas, fue una de las actividades de ocio favoritas de Murrell desde una edad temprana, y se apasionó por el alpinismo e incluso la escalada hasta que la artritis la limitó en su madurez. Con ello desarrolló una profunda preocupación por preservar el campo y la vida salvaje de las Marcas Galesas. Fue miembro fundador de la Soil Association (Asociación del Suelo), que promovía la horticultura ecológica, y de lo que hoy es el Shropshire Wildlife Trust; y en los años setenta trabajó sin cobrar, con su habitual energía, para la sucursal de Shropshire del Campaign to Protect Rural England.
Cuando se jubiló en 1970, vendió el negocio de rosas y tuvo tiempo y recursos para dedicarse a los nuevos problemas medioambientales y a las amenazas que se cernían sobre el rico patrimonio arquitectónico de Shrewsbury. También dio rienda suelta a su amor por las Welsh Marches construyendo un chalet de madera de cedro canadiense en lo alto de la ladera galesa de Llanymynech Hill, cerca de Oswestry, con unas vistas impresionantes del valle del Tanat hasta las montañas Berwyn, donde finalmente se esparcieron sus cenizas.
Se convirtió en una experta botánica, y en 1987 se publicaron extractos de sus diarios de naturaleza ilustrados con sus fotografías en color y dibujos botánicos. También era una gran conocedora de los monumentos megalíticos y de la historia del paisaje británico. Otras de sus aficiones eran las antigüedades, el hilado y tejido, y la observación de aves; además, era una hábil cocinera y modista, y una lectora voraz.
En sus últimos años de vida, Murrell se preocupó sobre todo por la creciente crisis de contaminación del medio ambiente. Reunía conocimientos cuidadosamente investigados, un profundo amor por el mundo natural y la capacidad de anticiparse a las amenazas que se cernían sobre él. También fue una infatigable e intrépida activista para llamar la atención sobre estos problemas a quienes tenían el poder y la responsabilidad de aportar soluciones.

### Activismo antinuclear
Tras predecir la crisis del petróleo de 1973, Murrell empezó a preocuparse cada vez más por los peligros que planteaban la energía y las armas nucleares. Empezó a investigar este campo tan técnico. En 1978 escribió un artículo titulado «¿Qué precio tiene la energía nuclear?», en el que cuestionaba los aspectos económicos de la industria nuclear civil. Tras el accidente de Three Mile Island en 1979, centró su atención en los aspectos de seguridad y en el problema de los residuos radiactivos, cuya eliminación concluyó que era el talón de Aquiles de la industria. En 1982, el Ministerio de Medio Ambiente publicó un libro blanco (Cmnd 8607) sobre la política del Gobierno británico en materia de gestión de residuos radiactivos. Murrell, que ya tenía más de 70 años, escribió una crítica del mismo, que desarrolló en su presentación «An Ordinary Citizen's View of Radioactive Waste Management» (La visión de un ciudadano de a pie sobre la gestión de residuos radiactivos) a la primera investigación formal sobre la planificación de una central nuclear en Gran Bretaña, el reactor de agua a presión Sizewell B en Suffolk.

## Asesinato
Murrell tenía previsto presentar su ponencia «An Ordinary Citizen's View of Radioactive Waste Management» en la Sizewell B Inquiry, la primera investigación pública sobre la planificación de una nueva central nuclear británica. El 21 de marzo de 1984 robaron en su casa de Shrewsbury y se llevaron una pequeña cantidad de dinero. Fue secuestrada en su propio coche, un Renault 5 blanco, que muchos testigos dijeron haber visto circular de forma errática por la ciudad y por delante de la comisaría de policía durante la hora del almuerzo. Poco después se informó de que el vehículo había sido abandonado en un camino rural a ocho kilómetros de Shrewsbury.
La policía de West Mercia tardó otros tres días en encontrar su cadáver en un bosquecillo situado frente al coche. Había sido golpeada y apuñalada varias veces, pero no murió a causa de las heridas, sino por hipotermia. La autopsia fue realizada por Peter Acland, quien, junto con el detective que llevaba el caso, el comisario jefe David Cole, escribió sobre éste y otros casos en The Detective and the Doctor: A Murder Casebook.
Una de las teorías planteadas fue que Murrell fue asesinada por el servicio de inteligencia británico MI5 durante una operación contra manifestantes nucleares. Hilda era tía del comandante Robert Green, de la Royal Navy (retirado), un antiguo oficial de inteligencia naval que fue una de las pocas personas al tanto de los detalles del hundimiento del buque argentino General Belgrano por el submarino nuclear HMS Conqueror durante la guerra de las Malvinas de 1982.
El diputado laborista Tam Dalyell, que perseguía a la primera ministra Margaret Thatcher por el polémico hundimiento, añadió una segunda teoría controvertida sobre la muerte de Murrell cuando anunció en el Parlamento, a primera hora del 20 de diciembre de 1984, que la Inteligencia británica había estado implicada. Hasta entonces, sólo se había sospechado de su labor antinuclear como motivo político. Dalyell volvió a plantear la cuestión en los Comunes en junio de 1985, después de que una llamada anónima le pidiera que leyera un artículo de Judith Cook en el New Statesman del 9 de noviembre de 1984, en el que se hablaba del caso. Cook escribió posteriormente dos libros sobre el asesinato de Murrell, Who Killed Hilda Murrell? (1985) y Unlawful Killing (1994).
Su obituario en The Times, escrito por Charles Sinker, terminaba así: «Sus amigos íntimos la recuerdan como una guerrera feroz pero fundamentalmente gentil, un alma a lo Bunyan en una búsqueda solitaria y constante del verdadero camino del espíritu. Murió en circunstancias trágicas, sola en el campo vacío. Es una ironía casi intolerable que una vida tan dedicada a actividades pacíficas, y a la búsqueda de la paz, haya terminado por un acto de violencia sin sentido». Fue incinerada, casi 5 meses después de su muerte, en el crematorio Emstrey de Shrewsbury y sus cenizas se esparcieron en Maengwynedd, en Gales. En 2004 se descubrió una lápida conmemorativa en Tan-y-bryn, Llanrhaeadr, en un bosquecillo de abedules plantado en el vigésimo aniversario de su muerte. También figura en la lápida de su familia en el cementerio de Longden Road, Shrewsbury (sección 149).

### El juicio de Andrew George
El jornalero local Andrew George, que tenía 16 años cuando Murrell fue asesinada, fue detenido en junio de 2003, después de que la revisión de un caso sin resolver descubriera pruebas de ADN y huellas dactilares que lo relacionaban con el crimen.
En el juicio, George admitió haber participado en el crimen, pero afirmó que había entrado en la casa con su hermano, responsable de la agresión sexual y del asesinato. En mayo de 2005, George fue declarado culpable de secuestrar, agredir sexualmente y asesinar a Murrell. Fue condenado a cadena perpetua con una pena mínima recomendada de 15 años, lo que probablemente le mantendría en prisión al menos hasta 2018 y con 51 años. El Daily Telegraph citó al agente encargado de la investigación diciendo «se lo dije», pero Tam Dalyell afirmó que era un exceso de imaginación suponer que el cadáver, arrojado un miércoles, pudiera haber permanecido sin descubrir hasta el sábado siguiente, a pesar de que un granjero y su perro habían registrado el bosquecillo el jueves: «Los dos no habrían tenido ningún problema para encontrar un conejo muerto, y mucho menos el cuerpo de Hilda Murrell». El propio granjero (terrateniente) siempre ha mantenido que si el cuerpo ya hubiera estado allí el día después del secuestro, él lo habría visto. Además, se citó a Robert Green diciendo: «Hay muchas preguntas sin respuesta. Creo que la condena puede ser insegura". En junio de 2006, el Tribunal de Apelaciones confirmó la condena por asesinato, afirmando que no había nada inseguro en el veredicto emitido contra George.
Green, sin embargo, no estuvo de acuerdo y afirmó: «Hay pruebas de que Andrew George estuvo en casa de Hilda; sin embargo, no sabía conducir y no coincidía con la descripción del conductor de su coche. Desde el juicio, al que asistí, he encontrado pruebas que le habrían absuelto, y de que hubo otros implicados. Mientras tanto, los allanamientos de mi domicilio en Nueva Zelanda y las continuas interferencias en mi teléfono y mi correo sugieren que las autoridades de seguridad del Estado británico temen lo que yo pueda revelar sobre el caso.»
Un antiguo compañero de celda de George ha afirmado que éste admitió haber cometido el crimen, pero dijo que no era la única persona implicada, alegando que el robo fue cometido por una banda de jóvenes en busca de dinero para drogas. En marzo de 2012, Michael Mansfield QC pidió una investigación sobre lo que el MI5 sabía del caso.

## En la cultura
Su asesinato fue el tema de una canción,  "The Rose Grower", del grupo inglés Attacco Decente. Se encuentra en su álbum The Baby Within Us Marches On.
Se la menciona en la novela de Ian Rankin The Impossible Dead.
Grace, la novela de 1988 de Maggie Gee, implica al estado secreto británico en su paralelismo ficticio con el asesinato de Hilda Murrell.
«Resist the Atomic Menace», del EP debut de la banda Oi Polloi, también trata de su muerte.
La novela GB84 de David Peace hace referencia al asesinato.
El libro de Robert Green A Thorn in Their Side: The Hilda Murrell Murder se publicó en octubre de 2011, en el que, según él, «se aportan suficientes pruebas nuevas, conocidas tanto por la acusación como por la defensa pero que no se presentaron ante el jurado ni ante los jueces del Tribunal de Apelación en 2006, como para reabrir la investigación del forense sobre su muerte.» En agosto de 2013, la editorial John Blake publicó una nueva edición en el Reino Unido, con un penúltimo capítulo adicional que abarcaba la evolución de la situación desde que se publicó la primera edición en Nueva Zelanda. También incluye un nuevo prólogo de Michael Mansfield QC e ilustraciones en color.